# Dorylaimida
Ordinul  Dorylaimida (Pearse 1942), este unul dintre cei mai diversificați taxoni ai nematodelor, și include aproximativ 250 de genuri și 2000 de specii valide.
Nematodele din ordinul  Dorylaimida sunt foarte abundente în sol și în apa dulce și majoritatea duc un mod de viață liber, deși unele dintre ele sunt paraziți ai plantelor; iar câteva specii se hrănesc cu alte componente ale microfaunei, astfel încât sunt considerate carnivore sau prădătoare. Eudorylaimus filipjevi (Dorylaimus filipjevi) (Gerlach 1951) este o specie psamofilă, comună în infralitoralul nisipos sau, uneori, pe substrat algal. Xiphinema americanum (Cobb, 1913) cu o lungime de 3 mm este o specie parazită la un număr mare de plante (viță de vie, lucernă, cânepă, plante din familia Rosaceae - diferiți pomi fructiferi, s.a).
Se disting de alte nematode prin mai multe caracteristici morfologice: 
- Gura este înarmată cu un odontostil (un stilet) protruzibil sau un dinte mural.
- Organele cefalice sunt papiliforme, dispuse în 2 coroane: una cu 6 papile alta cu 10 papile.
- Foveolele (gropițele) amfidiale sunt, de obicei, în formă de cupă cu o apertură (deschidere) transversală la baza buzelor, în formă de fantă.
- Faringele compus din două părți: o parte anterioara subțire și o parte posterioară  (bazală), foarte musculoasă, extinsă, care conține cinci glande unicelulare.
- Intestinul cu o porțiune terminală mai diferențiată numită prerect.
- Masculii poartă apendice ventromediale neperechi și apendice adanale (lângă anus) perechi.

Clasificare
- Subordinul Dorylaimina

Superfamilia Belondiroidea
Familia Belondiridae
Superfamilia Tylencholaimoidea
Familia Tylencholaimidae
Familia Leptonchidae
Familia Tylencholaimellidae
Familia Mydonomidae
Familia Aulolaimoididae
- Subordinul Nygolaimina

Superfamilia Nygolaimoidea
Familia Aetholaimidae
Familia Nygolaimidae
Familia Nygolaimellidae
Familia Nygellidae
Superfamilia Dorylaimoidea
Familia Crateronematidae
Familia Lordellonematidae
Familia Longidoridae
Familia Thornenematidae
Familia Dorylaimidae
Familia Actinolaimidae
Familia Qudsianematidae
Familia Aporcelaimidae
Familia Nordiidae
Familia Thorniidae